# 圆腹高原鳅
Wu & Chen, 1979
圆腹高原鳅（学名：Triplophysa rotundiventris）为輻鰭魚綱鯉形目條鳅科高原鳅属的鱼类，俗名圆腹条鳅，是中国的特有物种。分布于青海省通天河的支流结古河、西藏怒江上游的那曲、安和、二道河等地，體長可達7.6公分，常栖息于河流缓流处。该物种的模式产地在青海玉树结古河。

## 扩展阅读
維基物種上的相關：圆腹高原鳅